# Szváziföld az 1984. évi nyári olimpiai játékokon
Szváziföld az egyesült államokbeli Los Angelesben megrendezett 1984. évi nyári olimpiai játékok egyik részt vevő nemzete volt. Az országot az olimpián 4 sportágban 8 sportoló képviselte, akik érmet nem szereztek.

## Atlétika
Férfi
| Versenyző      | Versenyszám | Előfutam | Előfutam | Előfutam | Negyeddöntő | Negyeddöntő | Negyeddöntő | Elődöntő | Elődöntő | Elődöntő | Döntő   | Döntő    |
| Versenyző      | Versenyszám | Idő      | Hely.    | Össz.    | Idő         | Hely.       | Össz.       | Idő      | Hely.    | Össz.    | Idő     | Helyezés |
| -------------- | ----------- | -------- | -------- | -------- | ----------- | ----------- | ----------- | -------- | -------- | -------- | ------- | -------- |
| Clifford Mamba | 100 m       | 11,24    | 8.       | 77.      | kiesett     | kiesett     | kiesett     | kiesett  | kiesett  | kiesett  | kiesett | kiesett  |
| Clifford Mamba | 200 m       | 22,76    | 8.       | 71.      | kiesett     | kiesett     | kiesett     | kiesett  | kiesett  | kiesett  | kiesett | kiesett  |
| Vusie Dlamini  | 800 m       | kizárták | kizárták | kizárták | kiesett     | kiesett     | kiesett     | kiesett  | kiesett  | kiesett  | kiesett | kiesett  |
| Sam Hlawe      | Maraton     |          |          |          |             |             |             |          |          |          | 2:22:45 | 45.      |

## Ökölvívás
| Versenyző         | Versenyszám  | Selejtező         | 32-es főtábla               | Nyolcaddöntő      | Negyeddöntő       | Elődöntő          | Döntő             | Helyezés |
| Versenyző         | Versenyszám  | Ellenfél Eredmény | Ellenfél Eredmény           | Ellenfél Eredmény | Ellenfél Eredmény | Ellenfél Eredmény | Ellenfél Eredmény | Helyezés |
| ----------------- | ------------ | ----------------- | --------------------------- | ----------------- | ----------------- | ----------------- | ----------------- | -------- |
| Leonard Makhanya  | Légsúly      |                   | Pat Clinton (GBR) · 0:5     | kiesett           | kiesett           | kiesett           | kiesett           | 17.      |
| Jonathan Magagula | Pehelysúly   | erőnyerő          | Kevin Taylor (GBR) · 0:5    | kiesett           | kiesett           | kiesett           | kiesett           | 17.      |
| Bhutana Magwaza   | Kisváltósúly | erőnyerő          | Rushdy Armanios (EGY) · RSC | kiesett           | kiesett           | kiesett           | kiesett           | 17.      |

RSC – a mérkőzésvezető megállította a mérkőzést

## Súlyemelés
| Versenyző    | Versenyszám | Szakítás | Szakítás | Lökés    | Lökés    | Összesen | Helyezés |
| Versenyző    | Versenyszám | Eredmény | Helyezés | Eredmény | Helyezés | Összesen | Helyezés |
| ------------ | ----------- | -------- | -------- | -------- | -------- | -------- | -------- |
| Paul Hoffman | 75 kg       | 72,5     | 21.      | 102,5    | 19.      | 175,0    | 19.      |

## Úszás
Férfi
| Versenyző    | Versenyszám    | Előfutam | Előfutam | Előfutam | Döntő   | Döntő   | Döntő   | Helyezés |
| Versenyző    | Versenyszám    | Idő      | Hely.    | Össz.    | Típus   | Idő     | Hely.   | Helyezés |
| ------------ | -------------- | -------- | -------- | -------- | ------- | ------- | ------- | -------- |
| Trevor Ncala | 100 m gyors    | 58,22    | 8.       | 62.      | kiesett | kiesett | kiesett | kiesett  |
| Trevor Ncala | 200 m gyors    | 2:15,30  | 8.       | 53.      | kiesett | kiesett | kiesett | kiesett  |
| Trevor Ncala | 100 m pillangó | 1:06,94  | 8.       | 51.      | kiesett | kiesett | kiesett | kiesett  |